# NGC 4581
NGC 4581 (други обозначения – UGC 7801, MCG 0-32-28, ZWG 14.83, PGC 42199) е елиптична галактика (E) в съзвездието Дева.
Обектът присъства в оригиналната редакция на „Нов общ каталог“.